# Wankeliella intermedia
Wankeliella intermedia är en urinsektsart som beskrevs av Potapov och Sophya K. Stebaeva 1998. Wankeliella intermedia ingår i släktet Wankeliella, och familjen blekhoppstjärtar. Arten är reproducerande i Sverige.